# International Berthing and Docking Mechanism
L’International Berthing and Docking Mechanism (IBDM) è un sistema di aggancio europeo di veicoli spaziali capace di consentire il passaggio di persone e altro materiale da un veicolo all'altro. È in fase di sviluppo dall'azienda britannica QinetiQ su contratto dell'Agenzia Spaziale Europea.

## Storia
Lo sviluppo dell'IBDM è cominciato in collaborazione con il Lyndon B. Johnson Space Center della NASA nel 2009, con l'obiettivo di implementarlo sul Crew Return Vehicle (CRV). Il JSC era responsabile per l'avionica, mentre l'ESA per la parte meccanica. Tuttavia, dopo la cancellazione del programma CRV, l'accordo è stato scisso e le due agenzie hanno continuato a lavorare su due sistemi di aggancio indipendenti.
L'IBDM è progettato per essere compatibile con l' International Docking System Standard (IDSS) e quindi anche con l’International Docking Adapter usato dalla NASA sui moduli statunitensi dell'ISS.

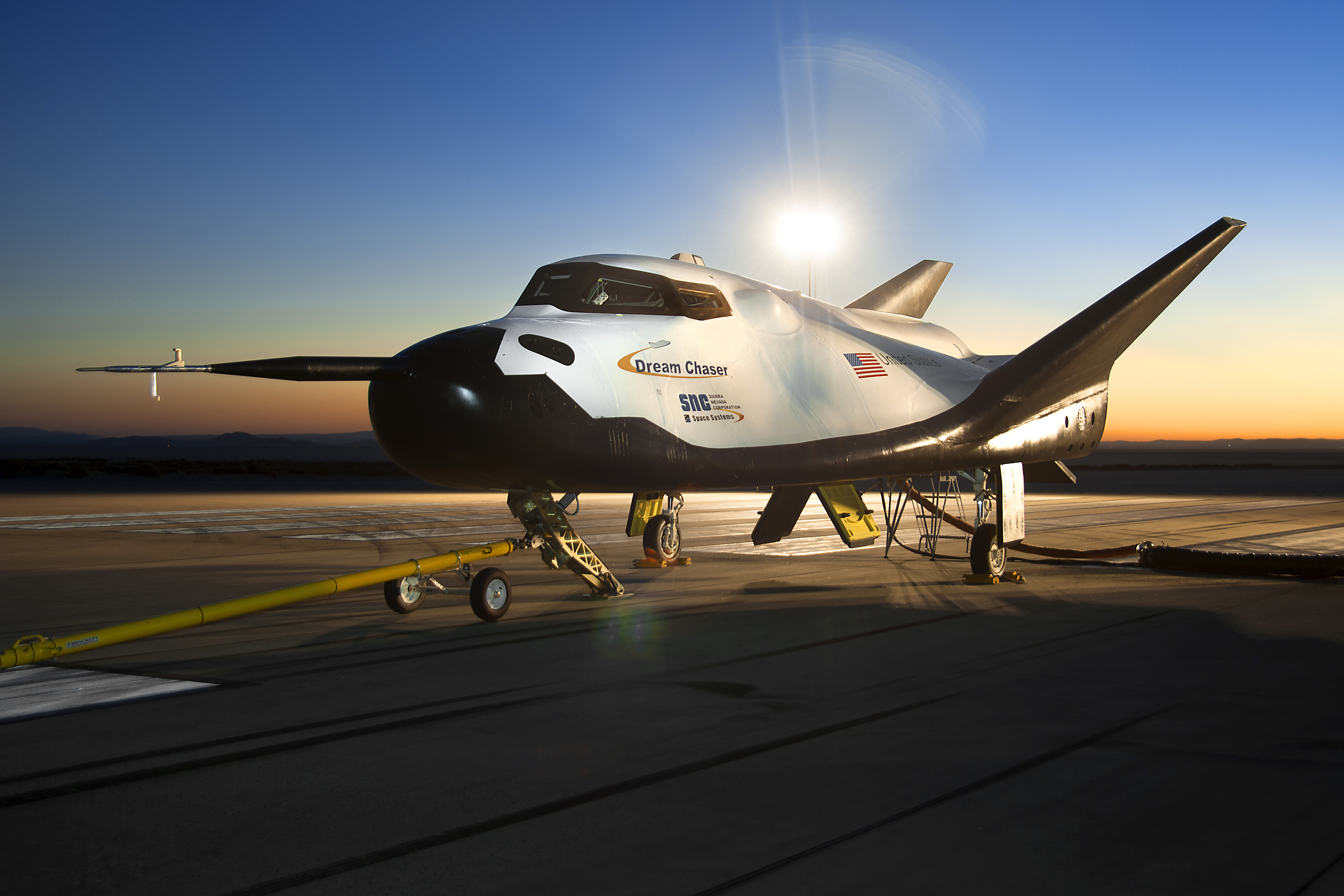
Il Dream Chaser di SNC sarà il primo veicolo ad utilizzare l'IBDM per attraccare alla ISS.

L'ESA ha stretto un accordo con la Sierra Nevada Corporation per utilizzare l'IBDM per l'aggancio del Dream Chaser all'ISS. L'ESA ha stanziato 33 milioni di euro per completare lo sviluppo dell'IBDM in tempo per il primo volo del Dream Chaser.

## Caratteristiche tecniche
L'IBDM potrà essere utilizzato sia per il solo aggancio che per l'attracco e il passaggio di astronauti. È composto da due diversi meccanismi, chiamati Soft Capture System (SCS) e Hard Capture System (HCS).
Il SCS mediante un controllo attivo utilizza 6 bracci servoattuati prodotti da RUAG Space per controllare l'anello nei suoi 6 gradi di libertà. L'anello viene orientato per facilitare l'allineamento durante la fase di cattura.
L'HCS utilizza poi un sistema di uncini per bloccare l'interfaccia una volta che è allineata correttamente.
Tutta la procedura di aggancio e blocco viene controllata da un computer. L'intero sistema è stato progettato in base a quattro criteri definiti con l'acronimo SAFE:
- Morbido (Smooth): l'IBDM è in grado di ridurre e smorzare le forze di contatto durante la manovra di aggancio nonostante gli elevati carichi che vengono esercitati sulle strutture;
- Autonomo: l'IBDM può disattivare automaticamente e rapidamente (in meno di 150 ms) le linee di trasmissione tra i veicoli in caso di malfunzionamento per evitare la perdita di materiali (acqua, combustibile o altri fluidi). La ridondanza delle linee permette comunque di continuare il trasferimento dei materiali. Questo sistema di disattivazione di emergenza è implementato nell'IBDM e non necessita dell'avionica dei veicoli;
- Flessibile: il sistema può essere impiegato con molti tipi di veicoli spaziali, rendendo l'IBDM adatto ad un'ampia gamma di applicazioni, dalle missioni umane al semplice rifornimento di carburante;
- Efficace: è stata stimato un tasso di successo molto elevato (> 98%), rendendo l'IBDM pienamente conforme agli standard di qualità indicati dall'IDSS.

| Larghezza              | 1,42 m         |
| Diametro interno       | 0,8 m          |
| Massa                  | < 325 kg       |
| Durata minima prevista | 210 giorni     |
| Interfacce             | 28 V ⎓ 120 V ⎓ |